# Quần đảo Bissagos

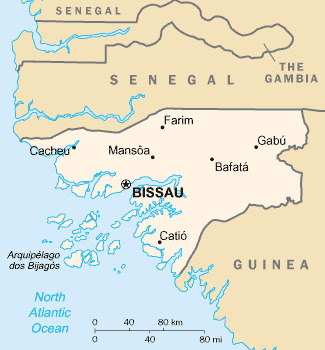
Đảo Bijagos nằm ngoài khơi bờ biển Guinea Bissau

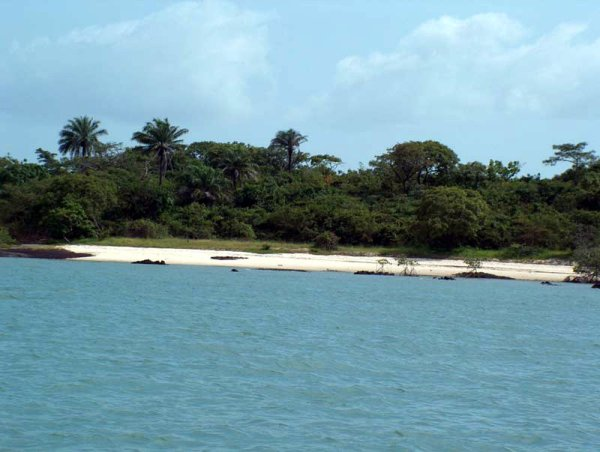
Thiên nhiên đảo Đảo Bijagos

Bissagos, hay Bijagós (tiếng Bồ Đào Nha: Arquipélago dos Bijagós) là một nhóm đảo bao gồm khoảng 88 hòn đảo lớn nhỏ nằm ở Đại Tây Dương thuộc Guinea-Bissau. Quần đảo này được hình thành từ vùng đồng bằng cổ GEBA Rio và Rio Grande có diện tích 2.624 km vuông.

## Dân cư
Nơi đây có khoảng 20 hòn đảo có dân cư sinh sống, bao gồm: Bubaque (đóng vai trò là trung tâm hành chính của Bissagos và là hòn đảo đông dân nhất) cùng với các đảo khác là Bolama, Carache, Caravela, ENU,  Formosa, Galinhas, João Vieira, Maio, Meneque, Orango Orangozinho, Ponta, Roxa, Rubane, Soga, Unhacomo, Uno và Uracane.

## Hệ sinh thái
Quần đảo có sự đa dạng cao của các hệ sinh thái bao gồm: rừng ngập mặn, rừng cọ, rừng khô và bán khô, rừng thứ sinh, thảo nguyên ven biển, bãi cát và các khu vực nuôi trồng thủy sản. Quần đảo này được UNESCO công nhận là một khu dự trữ sinh quyển vào năm 1996 vì khu vực là nơi bảo tồn các loài động vật bao gồm rùa biển, hà mã cùng hệ thực vật và cảnh quan sinh thái đa dạng.

## Kinh tế
Đảo có nền kinh tế nông nghiệp là chủ yếu, bao gồm trồng trọt và đánh bắt cá. Ngoài ra, đảo còn  có các lĩnh vực kinh tế khác như du lịch và kinh tế biển.